# Miss USA 2000
Miss USA 2000 fue la 49.ª edición de Miss USA. Se llevó a cabo en Branson, Misuri en el Grand Palace el 4 de febrero de 2000. Al final del evento, Lynnette Cole de Tennessee fue coronada por la saliente Miss USA Kimberly Pressler de Nueva York.
Lynnette fue la primera tennesseana en ganar el título de Miss USA y se convirtió en la tercera Miss Teen USA en ganar la corona.
El certamen fue celebrado en Branson por segunda vez, en el Grand Palace Theatre con capacidad para 4.000 asientos, y fue el último certamen celebrado en febrero.
Carson Daly fue el conductro del certamen por primera vez y única vez, y los comentaristas fueron hechos por tercera vez por Miss USA 1996 Ali Landry y Julie Moran. El show fue hecho por  Christina Aguilera, Lou Bega, Brian McKnight y Mark Wills.

## Resultados

### Clasificaciones

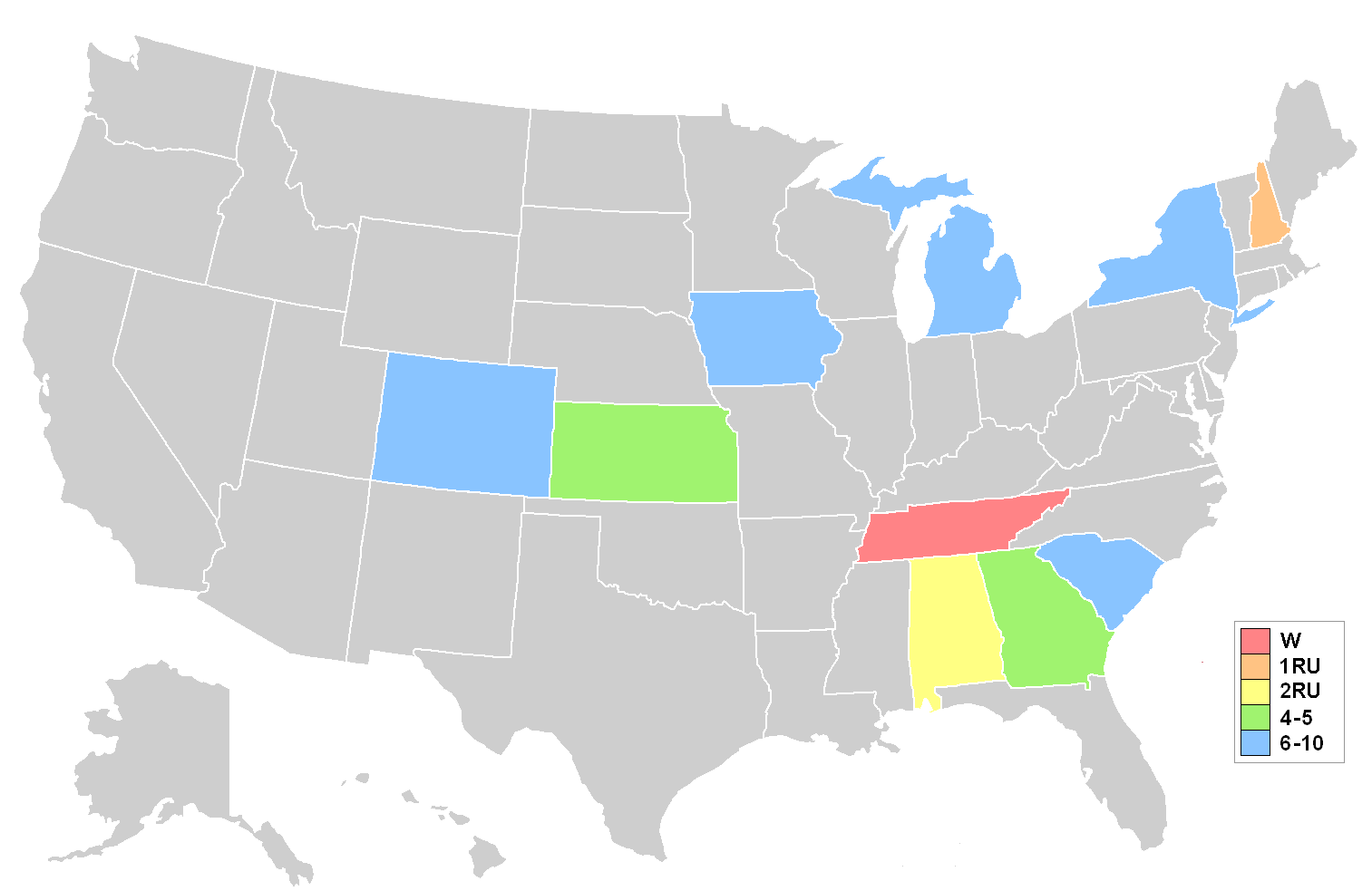
Mapa mostrando los resultados por estado

| Posiciones        | Candidata |
| ----------------- | --- |
| Miss USA 2000     | - Tennessee - Lynnette Cole |
| Primera finalista | - Nuevo Hampshire - Bridget Jane Vezina                                                                                                |
| Segunda finalista | - Alabama - Jina Mitchell |
| Top 5             | - Kansas - Tiffany Meyer - Georgia - Patti Dunn                                                                                        |
| Top 10            | - Colorado - Tiani Jones - Míchigan - Jill Dobson - Nueva York - Carrie Tucker - Carolina del Sur - Lisa Rabon - Iowa - Jensie Grigsby |

### Premios especiales
- Miss Simpatía - Michelle Kaplan (Hawái)
- Miss Fotogénica - Paige Swenson (Minnesota)
- Style Award - Kristen Ludecke (Florida)
- Mejor en traje de baño - Lynnette Cole (Tennessee)

### Historia
- Nueva Hampshire, como primera finalista, impuso un nuevo récord para su estado, y clasificó por primera vez desde 1980, una de cuatro delegadas de este estado han clasificado en el Miss USA.
- Alabama se puso un vestido simple de color negro para el vestido de gala. Ella obtuvo una puntuación de 9.93 de los jueces, la puntuación más alta en la historia para traje de gala en Miss USA, Miss Teen USA o Miss Universo.
- Esta fue la primera vez en que Colorado clasificara desde 1989 (y la segunda después de 1969).
- Iowa quedó por primera vez desde 1993 (y la segunda vez desde 1960).

### Puntuaciones finales
| \| Estado \| Entrevista \| Traje de baño \| Gala \| Promedio \| Finalistas \| \| ---------------- \| ---------- \| ------------- \| ---- \| -------- \| ---------- \| \| Tennessee \| 9.81 \| 9.64 \| 9.78 \| 9.74 \| 9.66 \| \| Alabama \| 9.54 \| 9.51 \| 9.93 \| 9.66 \| 9.45 \| \| Kansas \| 9.36 \| 9.53 \| 9.63 \| 9.51 \| 9.36 \| \| Georgia \| 9.29 \| 9.52 \| 9.41 \| 9.40 \| 9.14 \| \| Nueva Hampshire \| 9.58 \| 9.27 \| 9.32 \| 9.39 \| 9.40 \| \| Colorado \| 9.21 \| 9.27 \| 9.33 \| 9.27 \| \| \| Míchigan \| 9.44 \| 9.07 \| 9.24 \| 9.25 \| \| \| Nueva York \| 9.47 \| 9.06 \| 8.93 \| 9.16 \| \| \| Carolina del Sur \| 8.74 \| 9.39 \| 9.24 \| 9.12 \| \| \| Iowa \| 9.10 \| 8.95 \| 9.02 \| 9.02 \| \| | Ganadora Primera finalista Segunda finalista Top 5 Finalista |               |      |          |            |
| Estado | Entrevista                                                   | Traje de baño | Gala | Promedio | Finalistas |
| Tennessee | 9.81                                                         | 9.64          | 9.78 | 9.74     | 9.66       |
| Alabama | 9.54                                                         | 9.51          | 9.93 | 9.66     | 9.45       |
| Kansas | 9.36                                                         | 9.53          | 9.63 | 9.51     | 9.36       |
| Georgia | 9.29                                                         | 9.52          | 9.41 | 9.40     | 9.14       |
| Nueva Hampshire | 9.58                                                         | 9.27          | 9.32 | 9.39     | 9.40       |
| Colorado | 9.21                                                         | 9.27          | 9.33 | 9.27     |            |
| Míchigan | 9.44                                                         | 9.07          | 9.24 | 9.25     |            |
| Nueva York | 9.47                                                         | 9.06          | 8.93 | 9.16     |            |
| Carolina del Sur | 8.74                                                         | 9.39          | 9.24 | 9.12     |            |
| Iowa | 9.10                                                         | 8.95          | 9.02 | 9.02     |            |

## Delegadas
Las delegadas de Miss USA 2000 fueron:
| - Alabama - Jina Mitchell - Alaska - Laurie Miller - Arizona - Heather Keckler - Arkansas - Whitney Moore - California - Rebekah Keller - Colorado - Tiani Jones - Connecticut - Sallie Toussaint - Delaware - Jennifer Behm - District of Columbia - Juel Casamayor - Florida - Kristin Ludecke - Georgia - Patti Dunn - Hawaii - Michelle Kaplan - Idaho - Brooke Jennifer Gambrell - Illinois - Constance Stoetzer - Indiana - Kristal Wile - Iowa - Jensie Grigsby - Kansas - Tiffany Meyer - Kentucky - Jolene Youngster - Louisiana - Jennifer Dupont - Maine - Jennifer Hunt - Maryland - Christie Davis - Massachusetts - Rosalie Allain - Michigan - Jill Dobson - Minnesota - Paige Swenson - Mississippi - Angie Carpenter - Missouri - Denette Roderick | - Montana - Brandi Bjorklund - Nebraska - Valarie Cook - Nevada - Alicia Carnes - New Hampshire - Bridget Jane Vezina - New Jersey - Michelle Graci - New Mexico - Christina Ortega - New York - Carrie Tucker - North Carolina - Portia Johnson - North Dakota - Amie Hoffner - Ohio - Cheya R. Watkins - Oklahoma - Amanda Penix - Oregon - Elizabeth Heitmanek - Pennsylvania - Angela Patla - Rhode Island - Heidi St. Pierre - South Carolina - Lisa Rabon - South Dakota - Vanessa Short Bull - Tennessee - Lynnette Cole - Texas - Heather Ogilvie - Utah - Keri Hatfield - Vermont - Katie Bolton - Virginia - Crystal Jones - Washington - Jamie Kern - West Virginia - Tara Wilson - Wisconsin - Samantha Picha - Wyoming - Rebecca Smith |

## Curiosidades
Catorce delegadas compitieron anteriormente en Miss Teen USA o Miss América o ganaron después los títulos estatales de Miss América.
Las delegadas que tuvieron los títulos estatales de Miss Teen USA fueron:
- Lynnette Cole (Tennessee) - Miss Tennessee Teen USA 1995 (Top 6 Finalista en Miss Teen USA 1995)
- Tiffany Meyer (Kansas) - Miss Missouri Teen USA 1994 (Top 6 Finalista en Miss Teen USA 1994)
- Amanda Penix (Oklahoma) - Miss Oklahoma Teen USA 1997 (Top 6 Finalista en Miss Teen USA 1997)
- Angie Carpenter (Misisipi) - Miss Mississippi Teen USA 1994 (Top 12 Semifinalista en Miss Teen USA 1994)
- Heather Keckler (Arizona) - Miss Arizona Teen USA 1992
- Paige Swenson (Minnesota) - Miss Minnesota Teen USA 1994
- Jennifer Lyn Hunt (Maine) - Miss Maine Teen USA 1994
- Alicia Carnes (Nevada) - Miss Nevada Teen USA 1995
- Laurie Miller (Alaska) - Miss Alaska Teen USA 1997
- Jennifer Dupont (Luisiana) - Miss Louisiana Teen USA 1998 (Dupont compitió en el certamen de Miss USA después de competir en Miss Teen USA. La más joven en la competencia, en 2004 se convirtió en una poseedora de triple coronas, por tener los certámenes estatales de Miss Teen USA, Miss USA y Miss América)

Las delegadas que anteriormente tuvieron la corona estatal de Miss América o la ganaron después:
- Rebekah Keller (California) - Miss California 1997 (4.ª finalista y ganadora del premio de traje de baño de la preliminar en Miss América 1998)
- Jennifer Dupont (Luisiana) - Miss Louisiana 2004 (1.ª finalista ganadora del premio de traje de baño de la preliminar en Miss América 2005)
- Brooke Gambrell (Idaho) - Miss Idaho 1995
- Kristen Ludecke (Florida) - Miss Florida 1995
- Cheya Watkins (Ohio) - Miss Ohio 1998
- Vanessa Shortbull (Dakota del Sur) - Miss South Dakota 2002